# George Alfred Trenholm

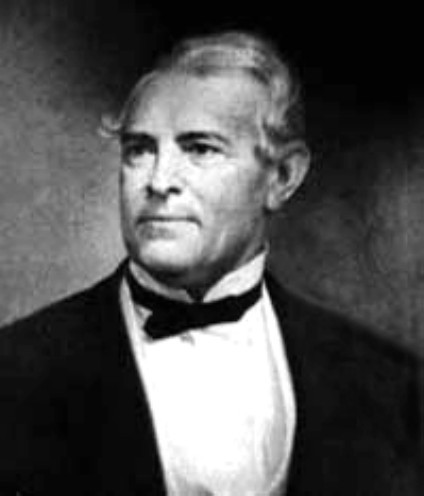
George Trenholm

George Alfred Trenholm (* 25. Februar 1807 in Charleston, South Carolina; † 10. Dezember 1876 ebenda) war ein Politiker der Konföderierten Staaten von Amerika.

## Herkunft und Werdegang
George Alfred Trenholm war der Sohn des Schiffsreeders William Trenholm und seiner Frau Irena, geborene de Greffin. Sein Vater starb, als er noch jung war. In den 1820ern verließ er die Schule und arbeitete bei der Firma John Fraser & Company. Dort wurde er schließlich als Partner in die Firma aufgenommen. Sie wurde daraufhin in Fraser, Trenholm & Company umbenannt. Ab 1853 war Trenholm alleiniger Eigentümer. Die Firma hatte Kontakte zu ausländischen Firmen. Trenholm wurde unbegrenzter Kredit eingeräumt. Als einer der reichsten Männer des Südens besaß er Beteiligungen in der Dampfschiff-Fahrt, der Hotelbranche, der Baumwollproduktion, im Betrieb von Anlegeplätzen, in der Nutzung von Plantagen und Sklaven, im Bankgewerbe und dem Betrieb von Eisenbahnen. Er heiratete am 3. April 1828 Anna Helen Homes. Aus dieser Ehe gingen 13 Kinder hervor.

## Politischer Werdegang
Von 1852 bis 1856 saß Trenholm im Parlament von South Carolina und wurde zu einem Demokraten, der die Sezession unterstützte. 

## Sezessionszeit
Während des Bürgerkrieges stellte Trenholm sein Wissen und sein Vermögen den Konföderierten zur Verfügung. Er finanzierte ein Flottille von Booten sowie das Eisenkanonenboot Chicora. Damit durchbrach er die Blockade des Nordens nach Nassau, Bahamas. Durch die Liverpooler Zweigstelle seiner Firma agierte er als Finanzagent der Konföderierten und half deren Finanzpolitik zu gestalten. Vom 18. Juli 1864 an war Trenholm Finanzminister im Kabinett von Jefferson Davis. Trenholm weigerte sich, die Politik seines Vorgängers als Finanzminister, Christopher Gustavus Memminger, fortzusetzen. Er bekämpfte die Inflation und die Spekulation und, nachdem es zu spät für die Finanzierung des Krieges war, befürwortete er die Ausgabe von verzinslichen konföderierten Anleihen. Seine Steuerreform war nicht weitreichend genug und er versuchte vergeblich, ausländische Anleihen zu bekommen. Am 27. April 1865 trat er wegen seines schlechten Gesundheitszustand von seinem Amt zurück.

## Nachkriegszeit
Trenholm wurde nach dem Krieg interniert und kehrte nach seiner Freilassung zu seinen Geschäften in Charleston, SC zurück. 1867 war er bankrott, doch baute er sein Baumwollmaklergeschäft wieder auf und erwarb so wieder ein Vermögen. 1874 wurde er als Demokrat in das Parlament von South Carolina gewählt. Er starb am 10. Dezember 1876 in Charleston und wurde dort auf dem Magnolia Friedhof in einem in Anbetracht seines Reichtums sehr einfach gekennzeichneten Grab beigesetzt.